# Гуандун
Гуанду́н (кит. трад. 廣東省, спр. 广东省, піньїнь Guǎngdōng Shěng) — провінція на півдні Китайської Народної Республіки. Гуандун розташований на південь від гір Наньлін на узбережжі Південнокитайського моря і межує із спеціальними адміністративними районами Гонконг та Макао, а також з провінціями Гуансі, Хунань, Цзянсі, Фуцзянь та Хайнань. Адміністративний центр провінції — місто Гуанчжоу. Історія, культура та мова (діалект) провінції Гуандун доволі сильно відрізняються від інших районів країни (див. Кантонська мова). За останні роки Гуандун став однією із економічно найрозвиненіших провінцій Китаю.

## Географія
Клімат субтропічний, мусонний. Густа мережа повноводних річок. Через провінцію протікає річка Сіцзян. Близько 2/5 території покривають вічнозелені ліси. У провінції діє 30 природних заповідників.

## Адміністративний поділ
Провінція Гуандун поділяється на два міста субпровінційного значення і дев'ятнадцять міських округів:
| Карта         | #                               | Українська назва | Китайська назва | Піньїнь |
| ------------- | ------------------------------- | ---------------- | --------------- | ------- |
|               | Місто субпровінційного значення |                  |                 |         |
| 9             | Гуанчжоу                        | 广州市           | Guǎngzhōu Shì   |         |
| 21            | Шеньчжень                       | 深圳市           | Shēnzhèn Shì    |         |
| Міські округи |                                 |                  |                 |         |
| 1             | Цін'юань                        | 清远市           | Qīngyuǎn Shì    |         |
| 2             | Шаоґуань                        | 韶关市           | Sháoguān Shì    |         |
| 3             | Хеюань                          | 河源市           | Héyuán Shì      |         |
| 4             | Мейчжоу                         | 梅州市           | Méizhōu Shì     |         |
| 5             | Чаочжоу                         | 潮州市           | Cháozhōu Shì    |         |
| 6             | Чжаоцін                         | 肇庆市           | Zhàoqìng Shì    |         |
| 7             | Юньфу                           | 云浮市           | Yúnfú Shì       |         |
| 8             | Фошань                          | 佛山市           | Fóshān Shì      |         |
| 10            | Дунгуань                        | 东莞市           | Dōngguǎn Shì    |         |
| 11            | Хуейчжоу                        | 惠州市           | Huìzhōu Shì     |         |
| 12            | Шаньвей                         | 汕尾市           | Shànwěi Shì     |         |
| 13            | Цзєян                           | 揭阳市           | Jiēyáng Shì     |         |
| 14            | Шаньтоу                         | 汕头市           | Shàntóu Shì     |         |
| 15            | Чжаньцзян                       | 湛江市           | Zhànjiāng Shì   |         |
| 16            | Маомін                          | 茂名市           | Màomíng Shì     |         |
| 17            | Янцзян                          | 阳江市           | Yángjiāng Shì   |         |
| 18            | Цзянмень                        | 江门市           | Jiāngmén Shì    |         |
| 19            | Чжуншань                        | 中山市           | Zhōngshān Shì   |         |
| 20            | Чжухай                          | 珠海市           | Zhūhǎi Shì      |         |

## Історія
Територія сучасної провінції Гуандун була завойована Китаєм у III ст. до н. е. — III ст. н. е. Провінція Гуандун була створена у другій половині XVII ст.

## Демографія
За даними на 2010 рік, провінція займає перше місце в Китаї за населенням, маючи 104 303 132 людини.

## Економіка
Провінція Гуандун за сукупними показниками складає 10 % усієї китайської економіки. Переважає сільське господарство. Найважливіший у Китаї район тропічного рослинництва — протягом року тут збирають 2—3 врожаї. Гуандун займає у Китаї одне з перших місць по шовківництву та рибальству.
Провідні галузі промисловості — харчосмакова і текстильна. На морському узбережжі — соляний промисел. Заготівля лісу, збір каніфолі, тунгової і камелієвої олії. Машинобудівна і целюлозно-паперова промисловість, виробництво електроніки. Важливий район видобутку корисних копалин. Гуандун є регіоном найбільших інвестицій з Тайваню.

## Політика
На честь цієї території названо астероїд 2185 Гуандун.

## Культура
У м. Мейсянь народився художник Лінь Фенмянь (1900—1991).